# Allorhizobium vitis
Allorhizobium vitis ist eine Spezies (Art) bakterieller  Erreger von Pflanzenkrankheiten, die Weinreben befallen. Die Art verursacht den als Kronengallenkrankheit bezeichneten Tumor.
Weinreben, die von der Kronengallenkrankheit befallen sind, produzieren weniger Trauben als nicht befallene Pflanzen.
Einer der virulenten Stämme, A. vitis S4, ist nicht nur für die Kronengallenkrankheit bei Weinreben, sondern auch für die Auslösung einer Überempfindlichkeitsreaktion bei anderen Pflanzenarten (wie Tabak) verantwortlich.
Bestimmte Stämme befallen Bananenpflanzen in Asien.
Obwohl nicht alle Stämme von A. vitis tumorerzeugend sind, können die meisten Stämme Pflanzenwirte schädigen.
Referenzstamm von A. vitis ist K309 alias LMG8750, IAM14140 oder ATCC 49767. Dieser Stamm beherrscht die Stickstofffixierung.
A. vitis teilt viele genetische und morphologische Merkmale mit mehreren Agrobacterium-Arten, darunter auch Agrobacterium tumefaciens.
Die beiden Arten überschneiden sich in ihrem Wirtsspektrum, und sowohl Allorhizobium vitis als auch Agrobacterium tumefaciens können den Ertrag infizierter Pflanzen verringern.
Aus diesem Grund konzentriert sich die Forschung zu A. vitis auf die Übertragung und die Methoden der Bekämpfung.

## Merkmale
Charakteristische Merkmalen, die helfen, die Spezies A. vitis zu identifizieren:
- Es handelt sich um einzelnen Zellen, die stäbchenförmig und beweglich (motil) sind.[13]
- Die Zellen sind Gram-negativ mit einer dünnen Peptidoglykanschicht in der Zellwand.[13]
- Die Art ist aerob und mesophil (mittlere Temperaturbereiche liebend).
- In der Kultur sind die Kolonien rund, weiß und durchscheinend (transluzent).[12]

## Verbreitung
Vorkommen von A. vitis wurden in Deutschland, Österreich, Ungarn, Frankreich, Südafrika und den Vereinigten Staaten bestätigt.
Mit A. vitis wurden Ausbrüche der Kronengallenkrankheit Mitte der 1980er Jahre in Europa und Nordamerika in Verbindung gebracht, zudem hat die Art hat in diesen Regionen weiter überlebt.
Außerdem wurden bei einer von 2003 bis 2009 in China durchgeführten Untersuchung Stämme von A. vitis auf befallenen Bananenpflanzen festgestellt, wo sie eine  und verursachen eine Blattfleckenkrankheit (englisch banana leaf blight) verursachen. Diese Stämme werden in der Pathovar A. vitis pv. musae mit Referenzstamm Ag-1 zusammengefasst.

## Genom
Das Genom von A. vitis besteht aus zwei zirkulären Chromosomen und fünf Plasmiden.
Es ist 6,32 Mbp (Megabasenpaare)  lang und kodiert für 5.549 Proteine.
Es wurden vier rRNA-Operons identifiziert.
Tumor-erzeugende Stämme enthalten ein Ti-Plasmid (pTi). Die Ti-Plasmide produzieren in den Gallen verschiedene Opine wie Octopin und/oder Cucumopin, die dann aus der Galle ausgeschieden werden.
Die Tumor-erzeugenden Stämme enthalten auch ein Plasmid, das es dem Bakterium ermöglicht, Tartrat (Weinsäure) zu verwerten.

## Systematik
A. vitis wurde früher als Agrobacterium biovar III bezeichnet.
Dabei umfasste die Art ursprünglich nur diejenigen Stämme dieser Biovar III, die in Weinreben als Wirtspflanzen gefunden wurden.
Seitdem wurde A. vitis neu charakterisiert und umfasst nun alle Stämme von Biovar III unabhängig vom Wirt.
A. vitis kann von Agrobacterium tumefaciens (früher Agrobacterium biovar I) und Rhizobium rhizogenes (früher Agrobacterium biovar II) auf der Grundlage seiner Wirte und seiner Pathogenität unterschieden werden.
Die Fettsäureanalyse zeigt auch Unterschiede zwischen A. vitis und tumorerzeugenden Stämmen anderer Bakterien.
A. vitis wurde zunächst als Agrobacterium vitis klassifiziert; und später von einigen Autoren zeitweilig auch als Rhizobium vitis der Gattung Rhizobium zugeordnet (Young et al., 2001).
Eine Studie aus dem Jahr 1999 legt nahe, dass A. vitis auf der Grundlage eines genetischen Sequenzvergleichs enger mit Neorhizobium galegae (früher: Rhizobium galegae) als mit „echten“ Agrobacterium-Arten (Biovar I) verwandt ist.
Schließlich wurde die Spezies 2014/2015 in die Gattung Allorhizobium als Allorhizobium vitis überführt.
Liste der Arten, Pathovars und Stämme der Gattung (mit Stand 12. Januar 2024):
Gattung: Allorhizobium de Lajudie et al. 1998
- Spezies Allorhizobium vitis (Ophel & Kerr 1990) Mousavi et al. 2016[1][2][3](L,N,G)
Spezies [Agrobacterium vitis Ophel & Kerr 1990,[19] Rhizobium vitis (Ophel & Kerr 1990) Young et al. 2001(L,N,G)]
  - Referenzstamm: K309,(L,N,B)[10] alias IAM 14140,(N)[20][8][10] ATCC 49767,(L,N,B) CECT 4799,(L) CIP 105853,(L,N,B) HAMBI 1817,(L,N,B) ICMP 10752,(L,N,B) IFO 15140,(L,N) JCM 21033,(L,N) LMG 8750,(L,N,B)[10] NBRC 15140,(L,N) CGNCC:1.7033(N) oder NCPPB 3554(L,N,B,G)

Pathovars:
  - Agrobacterium vitis pv. vitis (N) (Typus)
    - Referenzstamm: K309 alias LMG 8750 oder IAM 14140 (s. o.)

  - Agrobacterium vitis pv. musae (N)[8]
    - Referenzstamm: Ag-1(N)[8]
    - weitere Stämme: Ag-2, Ag-3, Ag-4, Ag-5, Ag-6, Ag-7, Ag-8; Ag-9; Ag-10 und IITA-TZ174(N)

  - ohne Zuordnung zu einer Pathovar bzw. nicht krankmachend:
    - Stamm: VAR03-1[12][21][22](G)
    - Stämme: ICMP 10754; AT6; KFB 239; CG3; AB3; CG516; CG2; CG415; IPV-BO 7105; IPV-BO 6186; CG1000; CG988; CG475; CG102; K306; KFB 253; CG412 und SBV_10752(G)
    - Stämme: F2/5 und ARK-1[12][21][22]

Abspaltungen nach der LPSN:
- Agrobacterium vitis S4 → Allorhizobium ampelinum Kuzmanović et al. 2022
  - Referenzstamm S4 alias ATCC BAA-846 oder DSM 112012

Weitere diskutierte Abspaltungen nach der GTDB:(G)
- Allorhizobium vitis_A
  - Referenzstamm: CG78 – Wirt: Vitis vinifera, Fundort: Bundesstaat New York, USA
  - weiterer Stamm: S4 alias ATCC BAA-846 oder DSM 112012 (nach LPSN und NCBI Allorhizobium ampelinum) – Wirt: Vitis vinifera cv. ‚Izsaki Sarfeher‘, Fundort: Orgovany, Kecskemét, Ungarn

- Allorhizobium vitis_B
  - Referenzstamm: AB4 – Wirt: Vitis vinifera (Kronengallentumor), Fundort: Ungarn

- Allorhizobium vitis_D
  - Referenzstamm: VAR06-30 – Wirt: Vitis vinifera (Wurzel), Fundort: Okayama, Japan

- Allorhizobium vitis_E
  - Referenzstamm: CG957 – Wirt: Vitis vinifera (Galle), Fundort: Afghanistan

- Allorhizobium vitis_F
  - Referenzstamm: S00303 – im Darm des Käfers Heterelmis comalensis, Texas, USA

Dabei bezeichnet (N) einen Eintrag in der List of Prokaryotic names with Standing in Nomenclature (LPSN) mit (B) für BacDive, (N) einen Eintrag in der Taxonomie des National Center for Biotechnology Information (NCBI), und (G) einen Eintrag in der Genome Taxonomy Database (GTDB).

## Pathogenität

### Wirte
Weinreben sind die häufigsten unter den von A. vitis infizierten Pflanzen. Zwar kann A. vitis bei anderen Pflanzenarten eine Überempfindlichkeitsreaktion hervorrufen.
A. vitis kann auch Tomatenpflanzen infizieren und hat bei Tabak nachweislich den Kollaps von Blättern verursacht.
Die durch Tumor-verursachende Stämme von A. vitis hervorgerufene Kronengallenerkrankung ist aber nur bei Weinreben anzutreffen.
Alle Stämme von A. vitis verursachen Wurzelnekrosen bei Weinreben;
jedoch wurde in China die Pathovar Agrobacterium vitis pv. musae als „intraspezifisches Taxon“ (entspricht einer Unterart) aus Blättern von Bananenpflanzen mit Symptome einer Art „Blattfleckenkrankheit“ oder „Bananenblattbrand“ (englisch banana leaf blight) isoliert.
Da A. vitis auch latent bleiben kann, zeigen nicht alle infizierten Pflanzen Symptome.

### Übertragung
Für die Übertragung der Kronengallenkrankheit bei Pflanzen, die mit A. vitis infiziert sind, ist das Ti-Plasmid verantwortlich. Tumor-erzeugende Stämme von A. vitis können ihr Ti-Plasmid auf andere Bakterien übertragen. Nach der Infektion einer Pflanzenzelle wird der t-DNA (Transfer-DNA, nicht zu verwechseln mit tRNA, Transfer-RNA) genannte Abschnitt des Ti-Plasmids auf die Pflanze übertragen.
Vom Ti-Plasmid kodierte Virulenzgene, erzeugen eine einzelsträngiges t-DNA-Molekül, das wiederum auf gesunde Wirte übertragen werden kann. In infizierten Wirten kommt es zu einer desorganisierten (unkontrollierten) Zellteilung, die zur Entwicklung von Gallen anstelle der Bildung von gesundem Gefäßgewebe führt.
A. vitis wird häufig durch die Vermehrung von erkranktem Holz wird A. vitis häufig übertragen. Verletzungen der Rebe durch Schnitt oder Frost können die Pflanze ebenfalls anfälliger für eine Kronengalleninfektion machen.

### Kronengallenkrankheit
Der Befall mit Kronengallenkrankheit verursachenden Stämmen von A. vitis kann anhand verschiedener Symptome und Tests festgestellt werden: An den Weinstöcken erscheinen junge Gallen als weiche, grüne Beulen, die später braun und rau werden.
Die Gallen wachsen nur an den Stämmen oder Ruten und erscheinen nicht an den Wurzeln der infizierten Pflanzen.
Diese Symptome erscheinen nicht an allen Weinstöcken, die von A. vitis befallen sind.
Folgende Maßnahmen können ergriffen werden, um die Kronengallenkrankheit zu bekämpfen und das Risiko einer Infektion zu verringern:
- Verletzte Stellen an den Rebstöcken (z. B. durch Frost oder Schnittverletzungen) sind besonders anfällig für eine Infektion.[7] Die Anpflanzung in frostgefährdeten Gebieten oder in Gebieten mit schlechter Drainage sollte daher vermieden werden.[5]
- Die Verringerung weiterer Stressfaktoren für die Rebe, wie z. B. Nährstoffmangel und niedriger pH-Wert des Bodens trägt ebenfalls zur Verminderung der Anfälligkeit bei.[7]
- Einige Rebsorten sind gegen die Kronengallenkrankheit resistent. Vitis vinifera ist generell anfällig für die Kronengallenkrankheit, doch können resistente Rebsorten bevorzugt gepflanzt werden.[5]

### Andere Krankheitssymptome
Die Nekrose von Weintrauben ist ein häufiges Symptom einer Infektion mit A. vitis. Sie kann sowohl durch Tumor-erzeugende als auch durch nicht-Tumor-erzeugende Stämme dieser Bakterienspezies verursacht wird.
Zu den letzteren gehört der Stamm F2/5, der den Kollaps von Tabakblättern auslösen kann.
Während die in Weinreben vorkommende A. vitis-Pathovar, A. vitis pv. vitis, für die meisten durch A. vitis hervorgerufenen Krankheiten verantwortlich ist, wurden Symptome einer „Blattfleckenkrankheit“ oder „Bananenblattbrand“ (englisch banana leaf blight) mit A. vitis pv. musae in Verbindung gebracht.

### Nichtpathogene Stämme
Nichtpathogene Bakterienstämme können als biologische Bekämpfungsmittel eingesetzt werden, um das Wachstum pathogener Stämme von A. vitis zu begrenzen.
Weinrebenwurzeln, die mit einer einen hemmenden Stamm enthaltenden Suspension getränkt wurden, sind weniger anfällig als solche, die nicht getränkt wurden.
Mehrere ACC-Desaminase produzierende Bakterienstämme, die in der Rhizosphäre vorkommen, hemmen die Tumorbildung durch A. vitis Tomatenpflanzen.
Es hat sich gezeigt, dass nicht-tumorbildende Stämme von A. vitis (wie F2/5, ARK-1 und VAR03-1) die Bildung von Kronengallen einschränken.
In Untersuchungen mit diesen Stämmen induzierte F2/5 allerdings immer noch Nekrosen, nicht jedoch ARK-1.